# Frailea pseudopulcherrima
Frailea pseudopulcherrima ist eine Pflanzenart in der Gattung Frailea aus der Familie der Kakteengewächse (Cactaceae). Das Artepitheton pseudopulcherrima leitet sich vom griechischen Wort pseudo für ‚falsch‘ und der Ähnlichkeit mit der Art Frailea pulcherrima ab.

## Beschreibung
Frailea pseudopulcherrima wächst zunächst einzeln mit niedergedrückt kugelförmigen, tiefgrünen Körpern, die später sprossen und kleine Gruppen bilden. Die Körper erreichen Durchmesser von 2 bis 4 Zentimeter. Die meist 15 Rippen sind in flache, gerundete Höcker gegliedert. Die etwa 10 braunen, vergrauenden Dornen können nicht in Mittel- und Randdornen unterschieden werden. Sie sind manchmal gebogen, ausgebreitet und bis zu 3 Millimeter lang.
Die gelben Blüten sind trichterförmig. Sie sind bis zu 2 Zentimeter lang und erreichen Durchmesser von bis zu 3 Zentimetern.

## Verbreitung und Systematik
Frailea pseudopulcherrima ist in Uruguay verbreitet.
Die Erstbeschreibung durch Yoshi Itô wurde 1957 veröffentlicht. Ein nomenklatorisches Synonym ist Astrophytum pseudopulcherrimum (Y.Itô) Halda & Malina (2005).

## Nachweise